# Adam Dubin (producent)
Adam C. Dubin (ur. 10 stycznia 1964) – producent filmowy, współreżyser wraz z Rickiem Menello teledysków do utworu (You Gotta) Fight For Your Right (to Party!) i No Sleep Till Brooklyn zespołu Beastie Boys. Teledysk do piosenki Fight for Your Right znajduje się na trzecim miejscu zestawienia najśmieszniejszych wideoklipów wszech czasów według stacji MTV. W roku 2007 stacja telewizyjna Fuse TV przeprowadziła z Dubinem wywiad, stanowiący część 30-minutowego programu poświęconego temu właśnie teledyskowi, a wyemitowanemu w serii Videos That Rocked The World.
Dubin wyreżyserował pełnometrażowy film dokumentalny A Year and a Half in the Life of Metallica, jak też wideoklip do utworu Metalliki Nothing Else Matters. Wyreżyserował też krótkie filmy komediowe z takimi aktorami, jak Lewis Black i Jim Norton. Podczas studiów na nowojorskim uniwersytecie, gdzie odbył studia z dziedziny filmu, dzielił pokój z producentem muzycznym Rickiem Rubinem.
W roku 2009 Dubin wyreżyserował film koncertowy Stark Raving Black z udziałem Lewisa Blacka, zaś w roku 2012 – In God We Rust z udziałem tego samego komika.
W roku 2013 Dubin wyreżyserował film dokumentalny Hit The Lights-The Making Of Metallica Through The Never, poświęcony powstawaniu filmu Metallica Through the Never, w którym udział wzięli członkowie zespołu Metallica oraz Dane DeHaan